# Carl Friedrich Kielmeyer
Carl Friedrich Kielmeyer (22 de outubro de  1763 — 14 de setembro de 1844) foi um antropólogo, naturalista alemão  e professor da botânica na Universidade de Tübingen. Kielmeyer foi um dos estudantes de Johann Friedrich Gmelin.
Kielmeyer foi um dos fundadores da Naturphilosophie. A essência da Naturphilosophie era retração a ação da mente na natureza; o homem era o topo da natureza, e os filósofos da natureza tentavam derivar a diversidade das coisas vivas da crença na unidade da matéria e em princípios básicos. Isso podia, segundo pensavam, conduzir aos organismos complexos que culminavam no homem.

## Obras
- Disquisitio chemica acidularum bergensium et goeppingensium : commentatio doctoralis Caroli Friderici Kielmeyer a. 1786 latine scripta eiusque translatio theodisca a Nicolao Gross confecta. Weißenhorn, ISBN 3-938905-20-4
- 1793. Über die Verhältnisse der organischen Kräfte untereinander in der Reihe der verschiedenen Organisationene, die Gesetze und Folgen dieser Verhältnisse, Stuttgart: Akademische Schriften. ISBN 3-925347-25-9